# Matrubhoomi, un monde sans femmes
Pour les articles homonymes, voir Un monde sans femmes.
Pour plus de détails, voir Fiche technique et Distribution.
Matrubhoomi, un monde sans femmes (मातृभूमि, Matrubhoomi) est un film dramatique indien, réalisé par Manish Jhâ, sorti en 2003.

## Synopsis
Pour une famille pauvre de l'Inde, avoir une fille exige de grands sacrifices pour lui constituer une dot et pouvoir la marier. Dans un village où depuis des années les filles ont été éliminées à la naissance, Ramcharan, père de cinq garçons, cherche à marier son fils aîné. Secrètement gardée à l'écart du village par son père, Kalki est la seule femme de la région. Ramcharan découvre son existence. Il fait une offre au père de Kalki, qui après avoir hésité, finit par vendre sa fille contre une forte somme d'argent. Kalki se retrouve mariée non pas au fils aîné de Ramcharan comme cela avait été prévu, mais aux cinq frères. Ramcharan, veuf depuis plusieurs années, exige de partager le lit de la jeune femme. Kalki trouve un peu de réconfort auprès du plus jeune des cinq frères, le seul à la traiter avec respect. Il meurt, tué par un de ses frères. Kalki fait parvenir à son père une lettre dans laquelle elle expose la situation. Celui-ci, transformé par l'argent qu'il a reçu précédemment, réclame à Ramcharan un supplément pour les nuits qu'il a passées avec sa fille. Désespérée, Kalki tente de s'échapper. Elle est rattrapée et pour couper court à toute nouvelle tentative, elle est enchaînée dans l'étable.

## Fiche technique
Sauf indication contraire, les informations mentionnées dans cette section peuvent être confirmées par la base de données cinématographiques IMDb,  présente dans la section « Liens externes ».
- Titre : Matrubhoomi, un monde sans femmes
- Titre original : मातृभूमि (Maatrubhoomi)
- Titre anglais : Matrubhoomi: A Nation Without Women
- Réalisation : Manish Jhâ
- Scénario : Manish Jhâ
- Casting : Jogi
- Direction artistique : Wasiq Khan
- Costumes : Isha Ahluwalia, Darshan Jalan
- Son : Resul Pookutty
- Photographie : Venu Goopaalan
- Montage : Ashmith Kunder, Shirish Kunder
- Musique : Suleman Merchant, Salim-Sulaiman
- Production : Nicolas Blanc, Punkej Kharabanda, Patrick Sobelman
- Sociétés de production : Diaphana Films, Ex Nihilo, Gimages, SMG Productions
- Sociétés de distribution : Diaphana Films, Svensk Filmindustri
- Pays :  Inde,  France
- Langues : Hindi, bengali, bhodjpouri, gujarati, tamoul, télougou
- Format : couleur - 2,35:1 - DTS - 35 mm
- Genre :  drame
- Durée : 99 minutes (1 h 39)
- Dates de sortie :
  - Canada : 10 septembre 2003 (Festival international du film de Toronto)
  - France : 26 janvier 2005
  - Inde : 8 juillet 2005
- Film interdit aux moins de 12 ans lors de sa sortie en salles en France.

## Distribution
- Tulip Joshi : Kalki
- Sudhir Pandey : Ramcharan
- Sushant Singh : Sooraj, le fils cadet de Ramcharan
- Pankaj Jha : Rakesh, le fils aîné de Ramcharan
- Aditya Srivastava : l'oncle de Raghu
- Vinamra Pancharia : Raghu
- Piyush Mishra : Jagannath
- Deepak Kumar Bandhu : Shailesh
- Sanjay Kumar : Brijesh
- Shrivas Nydu : Lokesh
- Mukesh Bhatt : Kachra
- Rohitash Gaud : Pratab
- Rajesh Jais : la Princesse Pinky
- Chittaranjan Giri : Pappu
- Latesh Chaudhari : la mariée
- Amin Gazi : Sukha

## Autour du film[1]

### Anecdotes
- Matrubhoomi signifie « patrie ».
- Les producteurs français Patrick Sobelman et Nicolas Blanc ont découvert Manish Jhâ en 2002 lorsqu'il présentait son court-métrage A very very silent movie, primé au Festival de Cannes.
- Matrubhoomi, un monde sans femmes est le premier long métrage de Manish Jhâ. Le film a été tourné en 28 jours, en février 2003, avec une équipe technique et artistique de 110 personnes.
- Selon l'UNFPA (Fonds des Nations unies pour la population), au cours des cent dernières années, 35 millions de femmes ont disparu de la population de l'Inde, victimes de discriminations sexuelles.
- Le réalisateur Manish Jhâ aborde le statut de la femme à la vision de la sexualité qui prévaut dans son pays soutenant que « le sexe est un problème crucial en Inde, la tension est palpable. Mon film montre sur quoi débouche toute cette tension. Tous les gamins de 12-13 ans vont voir des films porno, parce que le sexe est si tabou qu'ils ne peuvent questionner personne. La sexualité se résume pour eux à la toute-puissance de l'homme et la soumission de la femme ». À cet égard, le réalisateur estime que le cinéma de style Bollywood véhicule une idéologie particulièrement néfaste : « Pour moi, le Bollywood est encore plus dangereux que le porno. Le porno est stupide, il ne provoque aucune réflexion. Le Bollywood est bien plus pernicieux parce qu'il met en place des normes auxquelles se réfèrent les spectateurs indiens : les femmes ont de gros seins et sont traitées comme des objets ».

### Critiques
En regard du box-office, Matrubhoomi, un monde sans femmes a reçu des critiques très favorables. Il est évalué à 3,4/5 pour 18 critiques de presse sur Allociné.

« Conscient de la portée de son film, surtout chez lui, en Inde, Jha n'hésite pourtant pas à l'ancrer fermement dans le réalisme par une mise en scène sobre, à la hauteur des personnages, et qui ne cache rien de ce qu'elle montre. Impressionnant. »

— Éric Libiot, L'Express, 24 janvier 2005.

« Horrifié par la condition des femmes dans son pays, Manish Jhâ a choisi Kalki pour incarner les souffrances de chacune. Scandalisé par le machisme généralisé, il fait des hommes de la famille un beau ramassis de pervers sadiques. Plus question, dès lors, de personnages singuliers, dont les destinées pourraient nous toucher. Il n'y a là que représentants, emblèmes et symboles. (...) Il n'est pas sûr qu'une telle démonstration de force soit le meilleur moyen de transmettre un message d'humanisme et de non-violence. »

— Florence Colombani, Le Monde, 25 janvier 2005.

« Manish Jhâ anime récit et mise en scène de tous les ressorts de la fable, de l'outrance au grotesque, du pathétique qui basculerait presque à l'émollient, ne serait la violence toute crue qui le défend. Il ose avec une même vigueur, pour ce film féministe, la beauté des couleurs de l'Inde et la douceur infinie d'un regard d'amour que le sari en un instant dévoile et voile. »

— Dominique Widemann, L'Humanité, 26 janvier 2005.

« Ce pamphlet futuriste (mais sans complaisance gore), destiné à secouer les masses indiennes, ne se révèle pas moins saisissant pour le spectateur occidental. Comme quoi, bien employés, les ressorts classiques d'un certain cinéma populaire gardent une efficacité qui ne pâtit pas de la distance. Bien au contraire. »

— Ange-Dominique Bouzet, Libération, 26 janvier 2005.

## Distinctions
| Année                       | Distinction                                     | Catégorie                | Nom        | Résultat   |
| --------------------------- | ----------------------------------------------- | ------------------------ | ---------- | ---------- |
| 27 août au 6 septembre 2003 | Mostra de Venise                                | Prix FIPRESCI            | Manish Jhâ | Lauréat    |
| 2 au 10 octobre 2003        | Festival international du film de Busan         | Prix Nouvelles tendances | Manish Jhâ | Nomination |
| 21 au 30 novembre 2003      | Festival international du film de Thessalonique | Prix d'audience          | Manish Jhâ | Lauréat    |
| 21 au 30 novembre 2003      | Festival international du film de Thessalonique | Alexandre d'or           | Manish Jhâ | Nomination |
| 12 au 19 décembre 2003      | Festival international du film du Kerala        | Faisan d'or              | Manish Jhâ | Nomination |
| 10 au 14 mars 2004          | Festival du film asiatique de Deauville         | Lotus du public          | Manish Jhâ | Lauréat    |